# Stella Denis-Winkler

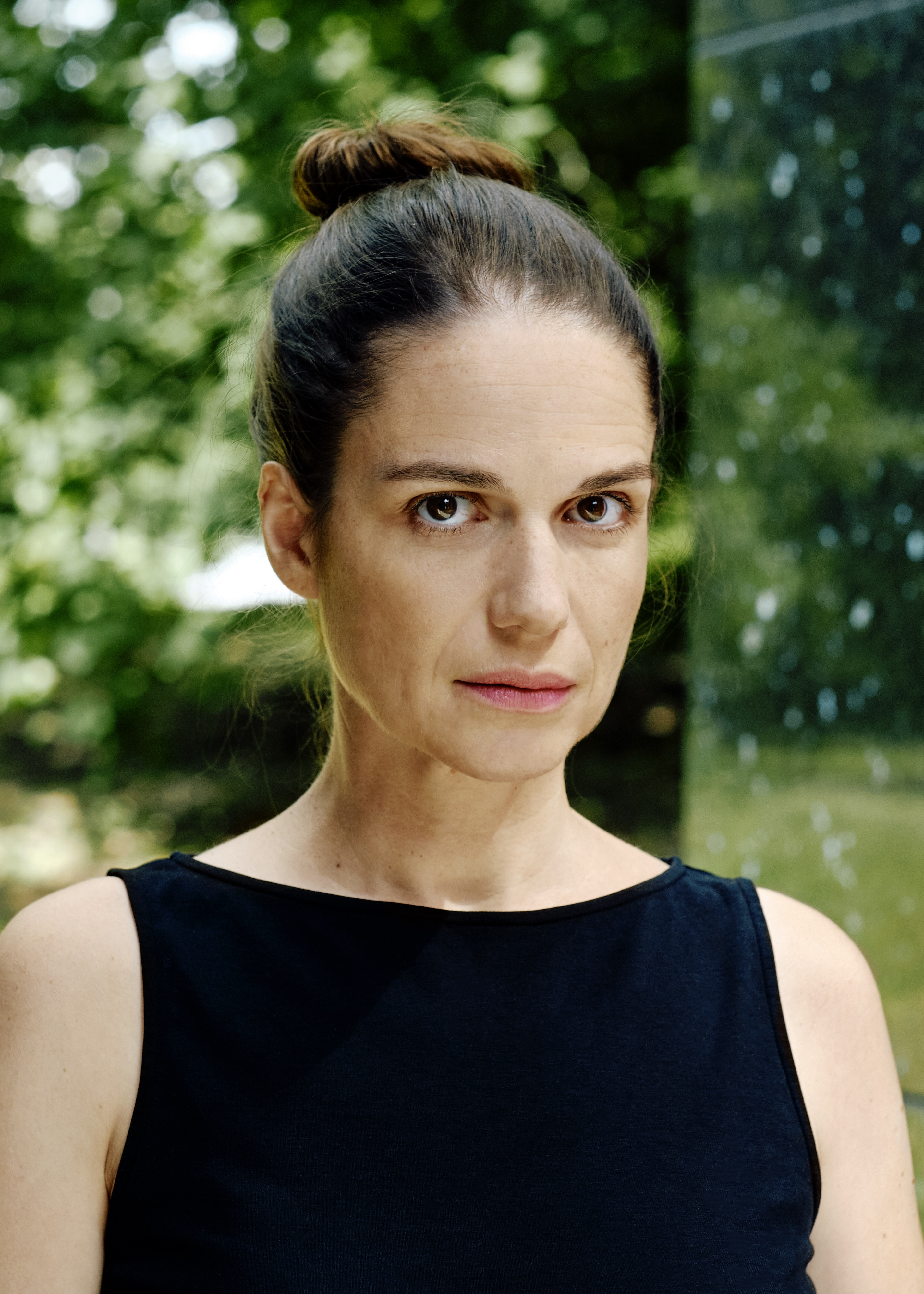
Stella Denis-Winkler, 2021

Stella Denis-Winkler, auch bekannt als Stella Denis, (* 1980 in Saarlouis) ist eine deutsche Schauspielerin, Sprecherin und Filmemacherin. 

## Leben
Denis-Winkler absolvierte von 1999 bis 2003 ihr Schauspielstudium am Konservatorium der Stadt Wien. Schon während ihrer Studienzeit wirkte sie an zahlreichen Theater- und TV-Produktionen mit, zum Beispiel 1999 in der TV-Serie Kommissar Rex. Nach Abschluss der Schauspielschule spielte Denis-Winkler als festes Ensemblemitglied von 2003 bis 2006 am Theater Dortmund. 2006 übernahm sie eine Rolle in der TV-Serie Lindenstraße.
Ab 2006 lebte Denis-Winkler in Münster/Westfalen und widmete sich vermehrt auch der Arbeit hinter der Kamera. So entstanden in Zusammenarbeit mit der Filmwerkstatt Münster von 2006 bis 2009 einige Musikvideos, Kurzfilme und ein Langfilm unter ihrer Regie. Während ihrer Zeit in Münster kam es zur Zusammenarbeit mit der Münsteraner Band muff potter. So spielte sie in deren Musikvideo Alles nur geklaut von dem Album Von Wegen an der Seite von Axel Prahl mit und sprach für den Song Born Blöd einen Text von T. C. Boyle.
2009 zog Denis-Winkler nach Berlin. Dort gehört sie seit vielen Jahren zum Ensemble der Vagantenbühne in Berlin-Charlottenburg. 2014 entstand unter ihrer Regie der Film Lottaleicht, der beim Achtung Berlin Filmfestival Premiere hatte und im Wettbewerb lief. Auch vor der Kamera war Denis-Winkler weiterhin aktiv. So spielte sie u. a. in der TV-Serie 4 Blocks, bei Notruf Hafenkante, im Tatort: Der Pakt und 2021 für einige Monate bei Gute Zeiten, schlechte Zeiten.
Sie war Sprecherin in zahlreichen Werbeproduktionen, Hörbüchern und Hörspielen wie z. B. 2023 bei einer erneuten Zusammenarbeit mit dem Musiker und Autor Thorsten Nagelschmidt für die Hörspieladaption seines Romans Arbeit für den RBB. Denis-Winkler ist auch als Synchronsprecherin aktiv. 
2024 gründete sie in Berlin die Agentur Ausser Atem Artists.